# U-311 (tàu ngầm Đức)
U-311 là một tàu ngầm tấn công  Lớp Type VII thuộc phân lớp Type VIIC được Hải quân Đức Quốc Xã chế tạo trong Chiến tranh Thế giới thứ hai. Nhập biên chế năm 1943, nó chỉ thực hiện được hai chuyến tuần tra và đánh chìm được một tàu buôn tải trọng 10.342 GRT, trước khi bị các tàu frigate Canada HMCS Matane và HMCS Swansea đánh chìm trong Đại Tây Dương vào ngày 22 tháng 4, 1944.

## Thiết kế và chế tạo

### Thiết kế

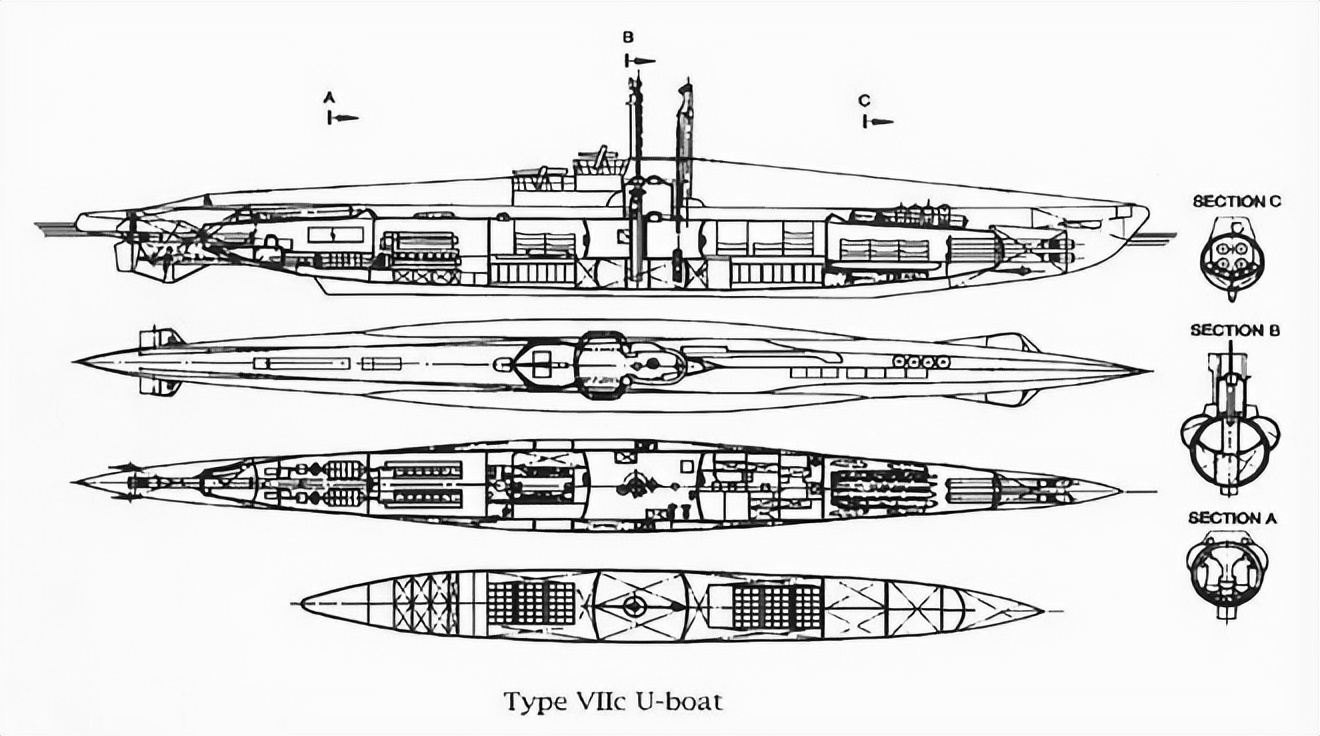
Sơ đồ các mặt cắt một tàu ngầm Type VIIC

Phân lớp VIIC của Tàu ngầm Type VII là một phiên bản VIIB được kéo dài thêm. Chúng có trọng lượng choán nước 769 t (757 tấn Anh) khi nổi và 871 t (857 tấn Anh) khi lặn). Con tàu có chiều dài chung 67,10 m (220 ft 2 in), lớp vỏ trong chịu áp lực dài 50,50 m (165 ft 8 in), mạn tàu rộng 6,20 m (20 ft 4 in), chiều cao 9,60 m (31 ft 6 in) và mớn nước 4,74 m (15 ft 7 in).
Chúng trang bị hai động cơ diesel Germaniawerft F46 siêu tăng áp 6-xy lanh 4 thì, tổng công suất 2.800–3.200 PS (2.100–2.400 kW; 2.800–3.200 bhp), dẫn động hai trục chân vịt đường kính 1,23 m (4,0 ft), cho phép đạt tốc độ tối đa 17,7 kn (32,8 km/h), và tầm hoạt động tối đa 8.500 nmi (15.700 km) khi đi tốc độ đường trường 10 kn (19 km/h). Khi đi ngầm dưới nước, chúng sử dụng hai động cơ/máy phát điện Garbe, Lahmeyer & Co. RP 137/c  tổng công suất 750 PS (550 kW; 740 shp). Tốc độ tối đa khi lặn là 7,6 kn (14,1 km/h), và tầm hoạt động 80 nmi (150 km) ở tốc độ 4 kn (7,4 km/h). Con tàu có khả năng lặn sâu đến 230 m (750 ft).
Vũ khí trang bị có năm ống phóng ngư lôi 53,3 cm (21 in), bao gồm bốn ống trước mũi và một ống phía đuôi, và mang theo tổng cộng 14 quả ngư lôi, hoặc tối đa 22 quả thủy lôi TMA, hoặc 33 quả TMB. Tàu ngầm Type VIIC bố trí một hải pháo 8,8 cm SK C/35 cùng một pháo phòng không 2 cm (0,79 in) trên boong tàu. Thủy thủ đoàn bao gồm 4 sĩ quan và 40-56 thủy thủ.

### Chế tạo
U-311 được đặt hàng vào ngày 5 tháng 6, 1940, và được đặt lườn tại xưởng tàu của hãng Flender Werke ở Lübeck vào ngày 21 tháng 3, 1942. Nó được hạ thủy vào ngày 20 tháng 1, 1943, và nhập biên chế cùng Hải quân Đức Quốc Xã vào ngày 23 tháng 3, 1943 dưới quyền chỉ huy của Hạm trưởng, Đại úy Hải quân Joachim Zander.

## Lịch sử hoạt động
Sau khi hoàn tất việc chạy thử máy và huấn luyện trong thành phần Chi hạm đội U-boat 8, U-311 được điều sang Chi hạm đội U-boat 1 từ ngày 1 tháng 12, 1943 để hoạt động trên tuyến đầu.

### Chuyến tuần tra thứ nhất
U-311 khởi hành từ cảng Kiel vào ngày 25 tháng 11 cho chuyến tuần tra đầu tiên trong chiến tranh. Nó băng qua khe GIUK giữa quần đảo Faroe và Iceland để hoạt động tại vùng biển Bắc Đại Tây Dương về phía Tây Ireland (Khu vực Tiếp cận phía Tây). Nó kết thúc chuyến tuần tra và đi đến cảng Brest bên bờ Đại Tây Dương của Pháp đã bị Đức chiếm đóng, đến nơi vào ngày 26 tháng 1, 1944.

### Chuyến tuần tra thứ hai - Bị mất
U-311 xuất phát từ cảng Brest vào ngày 7 tháng 3 cho chuyến tuần tra thứ hai, cũng là chuyến cuối cùng, để tiếp tục hoạt động tại Khu vực Tiếp cận phía Tây. Trên đường đi vào ngày 12 tháng 3, lúc 01 giờ 20 phút, chiếc tàu ngầm bị một máy bay ném bom Handley Page Halifax thuộc Liên đội 58 Không quân Hoàng gia Anh tấn công bằng mìn sâu và súng máy, hỏa lực phòng không của U-311 đã bắn rơi chiếc Halifax, khiến toàn bộ 8 thành viên đội bay đều tử trận.
Đến ngày 19 tháng 3, ở vị trí về phía Tây Ireland, U-311 theo dõi Đoàn tàu CU 17 và né tránh các đợt truy lùng của tàu hộ tống đối phương, trước khi xâm nhập qua hàng rào bảo vệ và phóng ngư lôi đánh trúng tàu chở dầu Hoa Kỳ Seakay 10.342 GRT}; Seakay sau đó lật úp phải bị tàu hộ tống cho Đoàn tàu CU 17 đánh đắm bằng hải pháo tại tọa độ 51°10′B 20°20′T / 51,167°B 20,333°T.
Đến ngày 22 tháng 3, U-311 bị các tàu frigate Canada HMCS Matane và HMCS Swansea thả mìn sâu đánh chìm tại tọa độ 52°09′B 19°07′T / 52,15°B 19,117°T. Toàn bộ 51 thành viên thủy thủ đoàn của chiếc tàu ngầm đều tử trận.

### "Bầy sói" tham gia
U-311 từng tham gia tám bầy sói:
- Coronel (7 – 8 tháng 12, 1943)
- Coronel 1 (8 – 14 tháng 12, 1943)
- Coronel 2 (14 – 17 tháng 12, 1943)
- Amrum (18 – 23 tháng 12, 1943)
- Rügen 5 (23 tháng 12, 1943 – 2 tháng 1, 1944)
- Rügen 4 (2 – 7 tháng 1, 1944)
- Rügen (7 – 19 tháng 1, 1944)
- Preussen (19 – 22 tháng 3, 1944)

### Tóm tắt chiến công
U-311 đã đánh chìm được một tàu buôn tải trọng 10.342 GRT:
| Ngày             | Tên tàu | Quốc tịch     | Tải trọng | Số phận      |
| ---------------- | ------- | ------------- | --------- | ------------ |
| 19 tháng 3, 1944 | Seakay  | United States | 10.342    | Bị đánh chìm |